# Castelculier
Castelculier település Franciaországban, Lot-et-Garonne megyében. Lakosainak száma 2383 fő (2022. január 1.). Castelculier Lafox, Boé, Bon-Encontre, Saint-Caprais-de-Lerm és Saint-Pierre-de-Clairac községekkel határos.

## Népesség
A település népességének változása:
| Lakosok száma | 815  | 1233 | 1597 | 2132 | 2374 | 2342 | 2375 | 2393 | 2391 | 2383 |
|               | 1968 | 1982 | 1990 | 2006 | 2013 | 2015 | 2017 | 2019 | 2020 | 2022 |